# Mercury Asset Management
Mercury Asset Management war eine zwischen 1967 und 2006 existierende britische Investmentgesellschaft. Zeitweise war das Unternehmen im FTSE 100 Index gelistet.

## Geschichte
Die Gesellschaft wurde 1967 unter den Namen Warburg Investment Management von der S. G. Warburg & Co. als Wertpapiergesellschaft ausgegründet. 1987 brachte die Bank einen Anteil von 25 % am Unternehmen an die Börse, das fortan unter dem Namen Mercury Asset Management an der London Stock Exchange gelistet war. Als 1995 die Swiss Bank Corporation das Investmentbankinggeschäft der S. G. Warburg & Co. übernahm, wurde der Konzern umstrukturiert und der überbleibende Teil der Bank als Tochtergesellschaft von Mercury Asset Management geführt. 1997 kaufte Merrill Lynch die Wertpapiergesellschaft, die anschließend von der Börse genommen und in den Bankkonzern unter dem Namen Merrill Lynch Investment Managers integriert wurde. 2006 fusionierte sie mit der Investmentgesellschaft BlackRock zu einem der größten Vermögensverwalter der Welt.

## Verbundene Namen
Verschiedene Persönlichkeiten aus Politik und Wirtschaft haben im Laufe ihrer Karrieren für die Mercury Asset Management gearbeitet. Darunter finden sich unter anderem der britische Europaabgeordnete Godfrey Bloom, der Münchener-Rück-Vorstand Nicholas Gartside, Paul Marshall, der Gründer des einflussreichen Hedgefonds Marshall Wace oder Carol Galley, die in den 1990er Jahren als eine der einflussreichsten Frauen im internationalen Kapitalmarktgeschäft galt.